# Postoljani
Postoljani är en ort i Bosnien och Hercegovina.   Den ligger i entiteten Republika Srpska, i den södra delen av landet, 60 km söder om huvudstaden Sarajevo. Postoljani ligger 933 meter över havet och antalet invånare är 123.
Terrängen runt Postoljani är varierad. Runt Postoljani är det ganska tätbefolkat, med 67 invånare per kvadratkilometer.. Närmaste större samhälle är Nevesinje, 8,6 km sydväst om Postoljani. 
Trakten runt Postoljani består till största delen av jordbruksmark.